# 고려증권 배구단
고려증권 배구단은 1983년 3월에 창단되어 1998년 2월까지 존재한 대한민국의 배구 팀이다. 유명한 선수들이 많이 배출된 팀이고 우승도 많이 차지했으나, 1997년 IMF 구제 금융 사건으로 모기업 고려증권이 부도를 내면서 파산하여 해체하였다.

## 역대 선수
- 1984년: 김상권, 김성범, 장윤창(현 경기대학교 체육학과 교수, 한국 프로 농구 안양 KGC인삼공사 장민국의 아버지), 남태성, 김철휘, 이원재, 김인옥, 류중탁(전 배구 국가대표팀 감독, 대전 삼성화재 블루팡스 류윤식 선수의 아버지), 강재규, 나정균(인천 흥국생명 핑크스파이더스 나혜원 선수의 아버지), 정의탁(현 안양 평촌고등학교 감독, KOVO 경기 감독관) (감독: 우철우)
- 1985년: 김상권, 김성범, 장윤창, 남태성, 김철휘, 이원재, 김인옥, 류중탁, 강재규, 나정균, 정의탁, 한상규(현 KOVO 심판), 한상천 (감독: 우철우)
- 1986년: 한상규, 양현모, 장윤창, 남태성, 김철휘, 이원재, 김인옥, 류중탁, 권한상, 강재규, 나정균, 정의탁, 한상천, 김상권 (감독: 우철우)
- 1987년: 한상규, 양현모, 장윤창, 김상준, 이원재, 김인옥, 류중탁, 권한상, 이경석(전 구미 LIG손해보험 그레이터스 감독,KOVO 경기 감독관), 정의탁, 김기수, 한상천, 김상권, 김우식 (감독: 진준택(전 인천 대한항공 점보스 감독))
- 1988년: 한상규, 양현모, 장윤창, 김우식, 김상준, 홍해천(현 성남 송림고등학교 감독), 이재필, 류중탁, 권한상, 이경석, 김기수, 정의탁, 김인옥, 한상천 (감독: 진준택)
- 1989년: 류중탁, 장윤창, 정의탁, 이경석, 김병한, 양현모, 권한상, 김우식, 이재필, 홍해천, 박주점(현 KOVO 비디오 분석관), 박기주 (감독: 진준택)
- 1990년: 장윤창, 류중탁, 정의탁, 이경석, 김병한, 이재필, 홍해천, 박주점, 김은석(1991년 백혈병으로 사망), 이성희(현 대전 KGC인삼공사 감독) (감독: 진준택)
- 1992년: 장윤창, 정의탁, 이경석, 김병한, 박주점, 이성희, 박기주, 박삼용(현 상무 배구단 감독), 어창선 (감독: 진준택)
- 1993년: 장윤창, 정의탁, 이경석, 김병한, 홍해천, 이재필, 박주점, 이성희, 박기주, 최정관, 박삼용, 어창선, 이상조, 최재훈, 이재욱 (감독: 진준택)
- 1994년: 박주점, 어창선, 김병철, 이윤수, 이경석, 홍해천, 이수동, 박삼용, 문병택, 이병용, 이재필, 정의탁, 최재훈, 이상조, 이재욱 (감독: 진준택)
- 1995년: 이병희, 김병철, 이윤수, 송재택, 홍해천, 이수동, 문병택, 이병용, 이재필, 정의탁, 최재훈, 이상조, 이재욱 (감독: 진준택)
- 1996년: 이병희, 오봉식, 이윤수, 송재택, 어창선, 이수동, 박삼용, 이성희, 이병용, 문병택, 박선출(현,부산광역시 체육회), 최성영 (감독: 진준택)
- 1997년: 이병희, 안명진, 오봉식, 한대섭, 송재택, 어창선, 이수동, 박삼용, 이성희, 이병용, 이세명, 박선출, 최성영, 임성필, 윤상용, 유형우 (감독: 진준택)
- 1998년: 엄종식, 안명진, 오봉식, 이병용, 김병철, 손재홍(현 IBK 기업은행 알토스 수석 코치), 유형우, 박삼용, 이성희, 윤상용, 문병택, 이세명, 최성영, 임성필, 박선출, 조태준 (감독: 진준택)

## 역대 감독
- 우철우 (1984년 ~ 1986년)
- 진준택 (1987년 ~ 1998년)

## 같이 보기
- 대한배구협회
- 국제 배구단
- 효성 배구단
- 미도파 배구단
- 서울시청 배구단
- SK케미칼 배구단
- 한일합섬 배구단
- 한국 후지필름 배구단